# Liste der Kulturgüter in Häggenschwil
Die Liste der Kulturgüter in Häggenschwil enthält alle Objekte in der Gemeinde Häggenschwil im Kanton St. Gallen, die gemäss der Haager Konvention zum Schutz von Kulturgut bei bewaffneten Konflikten, dem Bundesgesetz vom 20. Juni 2014 über den Schutz der Kulturgüter bei bewaffneten Konflikten sowie der Verordnung vom 29. Oktober 2014 über den Schutz der Kulturgüter bei bewaffneten Konflikten unter Schutz stehen.
Objekte der Kategorie A sind im Gemeindegebiet nicht ausgewiesen, Objekte der Kategorie B sind vollständig in der Liste enthalten, Objekte der Kategorie C fehlen zurzeit (Stand: 1. Januar 2023).

## Kulturgüter
| Foto |                                                                                | Objekt                                                   | Kat. | Typ | Standort                     | Beschreibung |
| ---- | ------------------------------------------------------------------------------ | -------------------------------------------------------- | ---- | --- | ---------------------------- | ------------ |
| ja   | Datei hochladen · Wikidata zu Waldburg, mittelalterliches Refugium (Q56293536) | Waldburg, mittelalterliches Refugium KGS-Nr.: 00804      | B    | F   | Waldburg 743800 / 260300     |              |
| ja   | Datei hochladen · Wikidata zu Burgruine Alt-Ramschwag (Q29786484)              | Alt-Ramschwag, mittelalterliche Burgruine KGS-Nr.: 08153 | B    | F   | Kollerberg 741940 / 261610   |              |
| ja   | Datei hochladen · Wikidata zu Katholische Kirche St. Notker (Q29786485)        | Katholische Kirche St. Notker KGS-Nr.: 14032             | B    | G   | Kirchweg 2.1 743541 / 262120 |              |